# Edwin Rosskam

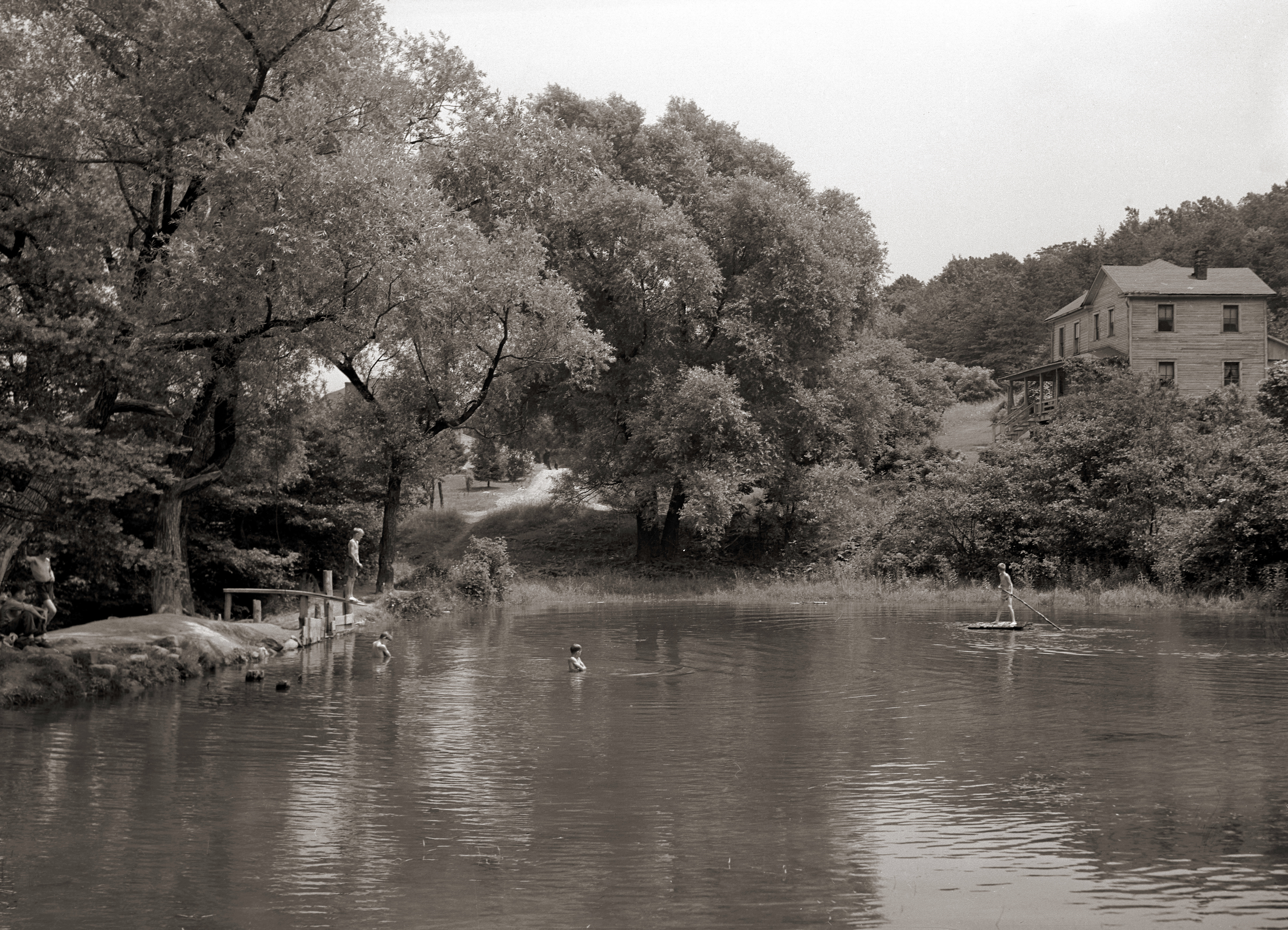
Chlapci se koupou v rybníku, Pennsylvania

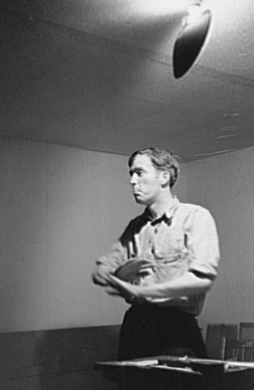
Leif Dahl – organizátor zemědělské unie na setkání v Bridgetonu, New Jersey, 1936

Edwin Rosskam (1903–1985) byl americký fotograf, který pracoval pro společnost Standard Oil Company a Farm Security Administration v polovině 20. století.
Spolu se svou manželkou Louisou Rosskamovou během Velké hospodářské krize a dokumentoval americký život, chudobu a strádání. Rosskamovi byli mezi skupinou talentovaných fotografů najatých Royem Strykerem, šéfem FSA v letech 1935 až 1944, právě v době, která je často nazývána "zlatým věkem dokumentární fotografie".

## Život
Narodil se v roce 1903.
V roce 1929 potkal Louisu, které pomohl rozvíjet její talent.

## Kariéra
Během své kariéry manželé pracovali jako fotografové pro FSA a Office of War Informations. Společnost FSA byla vytvořena v USA v roce 1935 v rámci New Deal. Jejím úkolem bylo v krizi pomáhat proti americké venkovské chudobě. FSA podporovalo skupování okrajových pozemků, práci na velkých pozemcích s moderními stroji a kolektivizaci. Se vstupem USA do druhé světové války však nastala změna: projekt FSA dostal jiné jméno – Office of War Informations (OWI) – a také jiný program. Ve válce musela propaganda ukazovat, jak jsou Spojené státy silné a ne jaké mají potíže. V roce 1948, kdy FSA zanikla, byla dokonce snaha pořízené dokumenty zničit, aby nemohly být použity pro propagandu komunistickou.
Dále fotografovali pro společnost Standard Oil Company v New Jersey, Puerto Rico Office of Information a ministerstvo školství New Jersey. Mnohé z jejich děl, když pracovali pro vládu nebo státní agentury, jsou nyní v archivech Library of Congress a jsou součástí public domain.
V roce 1948, Rosskamovi zveřejnili fotografickou knihu Towboat River, ve které popisovali život na řece Mississippi.
Rosskamovi měli dvě dcery – Anitu a Susan.